# Wang Lei (szachistka)
Wang Lei, chiń. 王磊 (ur. 4 lutego 1975) – chińska szachistka, arcymistrzyni od 1996 roku.

## Kariera szachowa
W latach 90. XX wieku należała do ścisłej czołówki chińskich szachistek. Pomiędzy 1990 a 2000 r. czterokrotnie wystąpiła na szachowych olimpiadach, zdobywając 6 medali: cztery wraz z drużyną (złote – 1998 i 2000, srebrny – 1996 i brązowy – 1990) oraz dwa za wyniki indywidualne (oba w 1998 r. – na IV szachownicy oraz za wynik rankingowy). Oprócz tego, w 1999 r. zdobyła tytuł drużynowej mistrzyni Azji. W 1996 r. zdobyła w León tytuł akademickiej mistrzyni świata.
Czterokrotnie triumfowała w finałach indywidualnych mistrzostw Chin (1997, 1998, 2000, 2001). W 1993 r. podzieliła IV-VI m. w rozegranych w Bratysławie mistrzostwach świata juniorek do 18 lat. W 1995 r. wystąpiła w turnieju międzystrefowym (eliminacji mistrzostw świata) w Kiszyniowie, dzieląc XVII m. (w stawce 52 zawodniczek), natomiast w 2000 – w pucharowym turnieju o mistrzostwo świata, awansując do II rundy (w której uległa Peng Zhaoqin). W 2001 r. była najlepszą zawodniczką Chin w zakończonym remisem 9 – 9 meczu przeciwko drużynie Rosji (zdobyła 4 pkt w 6 partiach).
Najwyższy ranking w karierze osiągnęła 1 października 2001 r., z wynikiem 2512 punktów zajmowała wówczas piąte miejsce na świecie (za Judit Polgar, Xie Jun, Alisą Galliamową i Mają Cziburdanidze). Od 2003 r. nie uczestniczy w turniejach klasyfikowanych przez Międzynarodową Federację Szachową.